# Darío Bottinelli
Darío Bottinelli (Buenos Aires, 26 de dezembro de 1986) é um ex-futebolista argentino que atuava como meio-campista.
É irmão mais novo do futebolista Jonathan Bottinelli. Ele tem ainda outros quatro irmãos. Um destes é seu gêmeo, Juan, que chegou a ser goleiro nas categorias de base do San Lorenzo, onde os irmãos Bottinelli surgiram.

## Carreira

### San Lorenzo
É conhecido pela sua habilidade com o pé direito e tem como traço marcante a união da velocidade e da boa técnica. Formado no San Lorenzo, onde profissionalizou-se com apenas 17 anos de idade, o jogador despertou cobiça de diversos clubes argentinos e do resto do mundo desde muito cedo. Uma transferência, aliás, era dada como certa e só não se concretizou em virtude de uma fratura no pé que o deixou fora dos gramados por um bom tempo e que culminou na perda de oportunidades dada com a chegada de Ramón Díaz ao San Lorenzo.

### Racing, Universidad Católica e Atlas
Bottinelli se desligou do San Lorenzo em 2007 quando acertou contrato com o Racing, também da Argentina. A passagem pelo Racing foi curta e pouco proveitosa, de forma que apenas um ano depois, o jovem meia assinaria com o Universidad Católica por 1 milhão de peso chileno cerca de 500 mil reais, onde passaria com algum destaque tanto na fase de grupos da Taça Libertadores da América, como no torneio Apertura daquele ano, credenciando-se mais tarde a se transferir para o Atlas, do México.

### Universidad Católica
Sem conseguir repetir no clube mexicano as boas atuações obtidas no time chileno, Darío foi emprestado pelo Atlas ao mesmo Universidad Católica. E foi justamente na sua segunda passagem pelo Chile que o Pollo mostrou seu valor. Foi peça importante para a arrancada obtida pelo Universidad Católica e que conduziu o clube ao Campeonato Chileno de 2010.

### Flamengo
Em 21 de dezembro de 2010, o Flamengo anunciou sua contratação ao comprar do Atlas os seus direitos federativos. O Universidad Católica, clube com qual tinha contrato de empréstimo por mais 6 meses foi ressarcido pelos mexicanos. Por conta de lesões acabou não dando sequência em jogos no rubro-negro e perdendo a vaga no time. Mas depois de se recuperar, entrou muito bem no jogo da semi-final da Taça Rio contra o Fluminense e na Copa do Brasil, tendo destaque contra o Horizonte e contra o Ceará, reconquistando o posto de titular e ganhando a confiança da torcida e de seu treinador. Começou bem o Brasileirão marcando nas duas primeiras partidas. Marcou o gol da vitória rubro-negra em cima do São Paulo por 1 a 0 no Brasileirão. Também foi decisivo no jogo contra o Fluminense, quando, ao entrar no segundo tempo, marcou dois belos gols (um por cobrança de falta e outro por uma bela finalização de fora da área) e deu a vitória ao rubro-negro, num jogo em que o time estava sem alguns dos seus principais jogadores e perdendo faltando cerca de cinco minutos pra acabar o jogo.
Já em 2012, na pré temporada que estava sendo realizada em Londrina, Bottinelli se alternava entre titular ou reserva nos treinos. O primeiro jogo do Flamengo no ano foi contra o Londrina em um amistoso. O time titular do Flamengo não marcou e nem sofreu gols. O técnico Vanderlei Luxemburgo retirou os titulares de campo e colocou os jogadores do banco e assim, Darío entrou e marcou um belo gol de falta que deu a vitória ao Flamengo por 1 a 0. No segundo jogo da pré temporada, Bottinelli voltou a marcar. Dessa vez contra o atual campeão brasileiro, Corinthians, já no segundo tempo. Após o time titular fracassar em campo e sair perdendo por 2 a 0, Bottinelli que entrou no segundo tempo, fez um belo gol. Mais tarde, Negueba também marcou para o Flamengo e o jogo terminou em 2 a 2. Em 2012 o argentino se destacou e se firmou como peça fundamental para a equipe rubro-negra.
No início de maio 2012 o Flamengo tentou envolvê-lo em uma negociação de troca com o Cruzeiro, mas o argentino se negou a ir jogar na equipe celeste, devido ao seu afeto ao rubro-negro e por causa da família, que já está adaptada ao Rio de Janeiro.
Em dezembro de 2012 a diretoria rubro-negra optou por não renovar o contrato do argentino, que termina no dia 25 de janeiro, deixando-o livre para assinar por outro clube.

### Coritiba
Em janeiro de 2013, Bottinelli foi contratado pelo Coritiba. A sua chegada foi exaltada por Deivid, que reeditará com o argentino uma parceria que vem desde os tempos de Flamengo. Para o centroavante, no rubro-negro "ele (Botinelli) me deu várias assistências, e tenho certeza que aqui no Coritiba vou poder fazer muitos gols com passes dele." Em um dos primeiros treinos da temporada, Bottinelli se machucou gravemente após uma entrada dura por trás do meia Lincoln. No dia 6 de Junho de 2013, Darío fez sua estreia no Coritiba em partida contra o Fluminense. No entanto, sofreu uma grave lesão no tornozelo logo no início e precisou de três de recuperação. Após isso, Bottinelli não conseguiu mais recuperar a titularidade da equipe paranaense. Assim, decidiu emprestá-lo para a Universidad Católica até o final de 2014.

### Aposentadoria
O ex-atleta veio a pendurar as chuteiras a partir de 27 de janeiro de 2021.

## Estatísticas
Até 15 de fevereiro de 2014.

### Clubes
| Clube                | Temporada         | Campeonato nacional | Campeonato nacional | Copa nacional[a] | Copa nacional[a] | Competições continentais[b] | Competições continentais[b] | Outros torneios[c] | Outros torneios[c] | Total | Total |
| Clube                | Temporada         | Jogos               | Gols                | Jogos            | Gols             | Jogos                       | Gols                        | Jogos              | Gols               | Jogos | Gols  |
| -------------------- | ----------------- | ------------------- | ------------------- | ---------------- | ---------------- | --------------------------- | --------------------------- | ------------------ | ------------------ | ----- | ----- |
| San Lorenzo          | 2005-06           | 18                  | 3                   | 2                | 1                | 1                           | 0                           | —                  | —                  | 21    | 4     |
| San Lorenzo          | 2006-07           | 14                  | 1                   | 4                | 2                | —                           | —                           | —                  | —                  | 18    | 3     |
| San Lorenzo          | Total             | 32                  | 4                   | 6                | 3                | —                           | —                           | —                  | —                  | 39    | 7     |
| Racing               | 2007-08           | 19                  | 2                   | 4                | 3                | —                           | —                           | —                  | —                  | 23    | 5     |
| Racing               | Total             | 19                  | 2                   | 4                | 3                | —                           | —                           | —                  | —                  | 23    | 5     |
| Universidad Católica | 2008              | 16                  | 6                   | 2                | 0                | 6                           | 3                           | —                  | —                  | 24    | 9     |
| Universidad Católica | 2010              | 16                  | 3                   | 5                | 2                | 3                           | 1                           | —                  | —                  | 24    | 6     |
| Universidad Católica | 2014              | 5                   | 4                   | 2                | 0                | 0                           | 0                           | —                  | —                  | 7     | 4     |
| Universidad Católica | Total             | 37                  | 13                  | 9                | 2                | 9                           | 4                           | —                  | —                  | 55    | 19    |
| Atlas                | 2008-09           | 30                  | 7                   | 3                | 0                | 8                           | 3                           | —                  | —                  | 33    | 10    |
| Atlas                | 2009-10           | 21                  | 4                   | —                | —                | —                           | —                           | 3                  | 0                  | 24    | 4     |
| Atlas                | Total             | 51                  | 11                  | 3                | 0                | 8                           | 3                           | 3                  | 0                  | 65    | 14    |
| Flamengo             | 2011              | 26                  | 5                   | 4                | 0                | 3                           | 0                           | 11                 | 1                  | 44    | 6     |
| Flamengo             | 2012              | 21                  | 1                   | 0                | 0                | 8                           | 2                           | 17                 | 2                  | 46    | 5     |
| Flamengo             | Total             | 47                  | 6                   | 4                | 0                | 11                          | 2                           | 28                 | 3                  | 90    | 11    |
| Coritiba             | 2013              | 18                  | 0                   | 0                | 0                | 2                           | 0                           | 0                  | 0                  | 20    | 0     |
| Coritiba             | Total             | 18                  | 0                   | 0                | 0                | 2                           | 0                           | 0                  | 0                  | 20    | 0     |
| Total na carreira    | Total na carreira | 196                 | 36                  | 26               | 12               | 20                          | 6                           | 29                 | 1                  | 292   | 56    |

- a. ^ Jogos da Copa Chile, InterLiga e Copa do Brasil
- b. ^ Jogos da Copa Libertadores e Copa Sul-Americana
- c. ^ Jogos da Super Liga, Jogo amistoso e Campeonato Carioca

## Títulos
San Lorenzo
- Campeonato Argentino (Clausura): 2007

Universidad Católica
- Campeonato Chileno: 2010
- Taça Ciudad de Osorno: 2008
- Taça Santa Marta: 2008

Flamengo
- Campeonato Carioca: 2011
- Taça Guanabara: 2011
- Taça Rio: 2011

Coritiba
- Campeonato Paranaense: 2013